# Nourat
Nourat à l'état civil Wendgouda Honorine Zoma est une artiste musicienne reggae burkinabè.

## Biographie

### Enfance et études
Wendgouda Honorine Zoma dit Nourat est originaire de la ville de Koudougou. Elle perd ses deux parents à l'âge de 07ans. Elle apprend par la suite que les défunts étaient musiciens et jouaient de la percussion. Elle obtient sa licence en anglais en 2020 et se tourne vers le monde de la musique.

## Carrière
Nourat commence sa carrière musicale en 2012. Elle se fait connaitre à  travers un concours régional de télé réalité Case Sanga. Elle  remporte l'année suivante le Kundé du meilleur artiste féminin avec son premier album intitulé Daaré. Elle fait la rencontre d'un groupe de 04 musiciens en 2016 au One love Café à Ouagadougou où elle a l'habitude de chanter. Ensemble ils forment le groupe Nourat et les lions. Ils reprennent des classiques du reggae. Le groupe remporte un Marley d'espoir aux Marley d'Or. En 2020, Nourat accompagné par Dicko fils, Habibou Sawadogo s'engagent auprès de l'UNICEF pour la lutte contre le covid 19 avec deux titres. Nourat et les lions sortent en 2022 un album de 12 titre dont Burkina Soldat. En 2023, ils participent au Festival des Musiques Urbaines d'Anoumado (FEMUA).

## Discographie

### Albums
- 2012: Daaré[11]
- 2022: Pectoral[12]

### Single
2019: Burkina Soldat

## Distinction et récompenses
- Kundé du meilleur artiste féminin 2013
- Marley d'espoir aux Marley d'or 2019[1]
- SODOGA d'or de la meilleure chanson civile rendant hommage au FDS en décembre 2023[14]